# 张国庆 (演员)
张国庆（1955年10月1日—），上海人，中国影视演员、滑稽戏演员。

## 生平
张国庆出生于演艺世家，其外祖父张慧冲是中国影坛的先驱之一，亦为海派魔术的创始人。张国庆随母姓张，并因出生于国庆节而得名“国庆”。他于1982年加入上海青年滑稽剧团，此后于1989年加入上海人民滑稽剧团（现为上海独脚戏艺术传承中心）。曾出演过《三毛学生意》、《七十二家房客》等众多经典滑稽戏剧目。他于1994年起又涉足影视界。其参演的首部影视作品是李国立导演、中港合拍的上海话电影《股疯》。2008年因在电视剧《潜伏》中饰演汉奸穆连成一角而为人熟知。
张国庆是国家一级演员、上海市曲艺家协会会员、中国曲艺家协会会员、中国民主促进会会员。